# نام سانغ جي
نام سانغ جي هي ممثلة كورية جنوبية ولدت في 12 ديسمبر 1998.